# OO Pegasi
OO Pegasi (OO Peg / HD 206417 / HIP 107099) es una estrella variable en la constelación de Pegaso que se localiza a 43 minutos de arco de la también variable HN Pegasi.
De magnitud aparente media +8,26, se encuentra aproximadamente a 1440 años luz del sistema solar. 
OO Pegasi es una estrella binaria cercana —la separación entre componentes es comparable al diámetro de las componentes— cuyo tipo espectral es A2.
La componente más caliente, con una temperatura efectiva de 8770 K, tiene una masa de 1,72 masas solares.
Casi 25 veces más luminosa que el Sol, tiene un radio 2,19 veces más grande que el radio solar.
La componente secundaria es ligeramente menos masiva, con el 98% de la masa de su compañera. Tiene una temperatura de 8683 K y una masa de 1,69 masas solares.
Es casi 10 veces más luminosa que el Sol y su radio es un 37% más grande que el de éste.
Ambas estrellas, muy próximas entre sí, constituyen una binaria eclipsante con un período orbital de 2,9847 días.
El brillo conjunto disminuye 0,43 magnitudes durante el eclipse principal.
Ambas componentes están separadas 0,06 UA, siendo la órbita circular.
El sistema tiene una edad aproximada de 950 millones de años.